# Falke-ordenen
Falke-ordenen (Falconiformes) er en gruppe rovfugle, der er udbredt i alle verdensdele på nær Antarktis. Tidligere var alle dagaktive rovfugle samlet i denne orden, men nyere undersøgelser af fuglenes slægtskab har vist, at kun falkefamilien, der omfatter falke og caracaraer, bør medtages. Falke-ordenen tæller cirka 65 arter. De øvrige dagaktive rovfugle er placeret i ordenen Accipitriformes.
Accipitriformes blev indimellem anvendt som synonym for Falconiformes, da ordenen indeholdt alle dagaktive rovfugle.

## Systematik
Falconiformes har i mange år omfattet alle dagaktive rovfugle, herunder ørne, glenter, høge, våger og gribbe. Undersøgelser af fuglenes DNA i 2008 tyder på, at falke og caracaraer ikke er nært beslægtede med resten af rovfuglene, men snarere med papegøjer og spurvefugle. Dette er tilsyneladende blevet bekræftet i senere undersøgelser . Af denne grund blev ordenen splittet op, og da Falconiformes havde sit navn efter falke-slægten Falcon, var det falkene, som forblev i denne orden, mens flertallet af rovfuglene blev flyttet til den nye orden Accipitriformes. Denne opdeling er dog ikke anerkendt af alle, da DNA-resultaterne måske kan tolkes på flere måder.
Falke-ordenen består altså kun af falkefamilien (Falconidae). Nedenfor ses et udsnit af arterne:
- Caracara
- Lannerfalk
- Mauritiustårnfalk
- Afrikansk pygmæfalk
- Slagfalk
- Tårnfalk
- Vandrefalk

Når betegnelsen Falconiformes bruges i sin oprindelige betydning, dækker den som regel alle dagaktive rovfugle, dvs. følgende fem familier:
- Falkefamilien (Falconidae)
- Fiskeørne (Pandionidae)
- Sekretærfugle (Sagittariidae)
- Vestgribbe (Cathartidae)
- Høgefamilien (Accipitridae): ørne, glenter, høge, våger og den gamle verdens gribbe